# 26 ديسمبر
- السبت
- الأحد
- الاثنين
- الثلاثاء
- الأربعاء
- الخميس
- الجمعة

- 298 جمادى الآخرة 1447  هـ
- 309 جمادى الآخرة 1447  هـ
- 110 جمادى الآخرة 1447  هـ
- 211 جمادى الآخرة 1447  هـ
- 312 جمادى الآخرة 1447  هـ
- 413 جمادى الآخرة 1447  هـ
- 514 جمادى الآخرة 1447  هـ
- 615 جمادى الآخرة 1447  هـ
- 716 جمادى الآخرة 1447  هـ
- 817 جمادى الآخرة 1447  هـ
- 918 جمادى الآخرة 1447  هـ
- 1019 جمادى الآخرة 1447  هـ
- 1120 جمادى الآخرة 1447  هـ
- 1221 جمادى الآخرة 1447  هـ
- 1322 جمادى الآخرة 1447  هـ
- 1423 جمادى الآخرة 1447  هـ
- 1524 جمادى الآخرة 1447  هـ
- 1625 جمادى الآخرة 1447  هـ
- 1726 جمادى الآخرة 1447  هـ
- 1827 جمادى الآخرة 1447  هـ
- 1928 جمادى الآخرة 1447  هـ
- 2029 جمادى الآخرة 1447  هـ
- 211 رجب 1447  هـ
- 222 رجب 1447  هـ
- 233 رجب 1447  هـ
- 244 رجب 1447  هـ
- 255 رجب 1447  هـ
- 266 رجب 1447  هـ
- 277 رجب 1447  هـ
- 288 رجب 1447  هـ
- 299 رجب 1447  هـ
- 3010 رجب 1447  هـ
- 3111 رجب 1447  هـ
- 112 رجب 1447  هـ
- 213 رجب 1447  هـ

26 ديسمبر أو 26 كانون الأوَّل أو يوم 26 \ 12 (اليوم السادس والعشرون من الشهر الثاني عشر) هو اليوم الستون بعد الثلاثمائة (360) من السنة، أو الحادي والستون بعد الثلاثمائة (361) في السنوات الكبيسة، وفقًا للتقويم الميلادي الغربي (الغريغوري). يبقى بعده 5 أيَّام على انتهاء السنة.

## أحداث
- 1898 - ماري كوري وزوجها بيار كوري يكتشفان مادة الراديوم المشعة.
- 1941 - رئيس وزراء المملكة المتحدة ونستون تشرشل يلقي خطاباً أمام الكونغرس الأمريكي بعد أقل من ثلاثة أسابيع من دخول الولايات المتحدة في الحرب العالمية الثانية.
- 1957 - عقد مؤتمر التعاون الأفريقي / الآسيوي في القاهرة.
- 1990 - الزعيم الديني الإيراني علي خامنئي يعلن تأييده لفتوى أصدرها سلفه الخميني بإهدار دم سلمان رشدي.
- 1991 -
  - حل الاتحاد السوفيتي.
  - الجبهة الإسلامية للإنقاذ بزعامة عباسي مدني تفوز في الدورة الأولى من الانتخابات التشريعية التي أجريت على أساس التعددية الحزبية في الجزائر.
- 1992 - وزير المالية ووزير التخطيط الكويتي ناصر الروضان يقوم بإعادة افتتاح أبراج الكويت بعد أن تعرضت للتخريب والسلب والدمار خلال الغزو العراقي للكويت.
- 1994 – أربعة خاطفين مسلحين من [وضح من هو المقصود ؟] يسيطرون على طائرة للخطوط الجوية الفرنسية رحلة رقم 8969، وعندما هبطت الطائرة في مرسيليا قامت القوات الفرنسية بقتل الجناة.
- 2003 - زلزال مدمر يضرب مدينة بم الإيرانية ويخلف عددًا كبيرًا من القتلى.
- 2004 -
  - زلزال في المحيط الهندي يؤدي إلى نشوء تسونامي، أسفر عن مقتل ما يقرب من 230.000 شخص في أحد عشر بلدا.
  - إجراء الإعادة النهائية للانتخابات الرئاسية في أوكرانيا وذلك تحت رقابة دولية مشددة بعد اندلاع ما يسمى بالثورة البرتقالية.
- 2017 - انتخاب لاعب كرة القدم السابق جورج ويا رئيسا لجمهورية ليبيريا بعد تفوقه في الجولة الثانية من الانتخابات على منافسه جوزيف بواكاي.

## مواليد
- 1194 - الإمبراطور فريدريك الثاني، إمبراطور الإمبراطورية الرومانية المقدسة.
- 1872 - السير نورمان إنجيل، سياسي وأديب إنجليزي حاصل على جائزة نوبل للسلام عام 1933.
- 1891 - هنري ميلر، كاتب أمريكي.
- 1893 - ماو تسي تونغ، زعيم الحزب الشيوعي الصيني.
- 1909 - أولدريتش نييدلي، لاعب كرة قدم تشيكوسلوفاكي.
- 1921 - كمال الشناوي، ممثل مصري.
- 1924 - إيلي كوهين، جاسوس إسرائيلي.
- 1928 - مارتن كوبر، مخترع أمريكي وصاحب أول مكالمة هاتفية عبر الهاتف النقال.
- 1934 - بدر الدين جمجوم، ممثل مصري.
- 1937 - جون هورتون كونواي، عالم رياضيات بريطاني.
- 1940 - د. إدوارد بريسكوت، اقتصادي أمريكي حاصل على جائزة نوبل في العلوم الاقتصادية عام 2004.
- 1945 - أحمد يوسف داود، شاعر وروائي سوري.
- 1947 - عاطف الطيب، مخرج مصري.
- 1949 - خوزيه راموس هورتا، رئيس تيمور الشرقية الثانى حاصل على جائزة نوبل للسلام عام 1996.
- 1950 -
  - راجه برويز أشرف، رئيس وزراء باكستان.
  - هاني الناظر، طبيب مصري.
- 1953 -
  - سعاد نصر، ممثلة مصرية.
  - توماس هندريك إلفيس، رئيس إستونيا الرابع.
- 1961 - فادية عبد الغني، ممثلة مصرية.
- 1963 - لارس ألريك، عازف درمز دنماركي وعضو فرقة ميتاليكا.
- 1975 -
  - بدر الجمعة، حارس مرمى كرة قدم كويتي.
  - مارسيلو ريوس، لاعب كرة مضرب من تشيلي.
  - أسعد الزهراني، ممثل سعودي.
- 1976 - براد سوايل، ممثل كندي.
- 1979 -
  - كريس دوتري، مغني وعازف أمريكي.
  - فابيان كاريني، لاعب كرة قدم أوروغواني.
  - غادة رجب، مغنية وممثلة مصرية.
- 1989 - سفيان فيغولي، لاعب كرة قدم جزائري.
- 1990 - آرون رامزي، لاعب كرة قدم ويلزي.

## وفيات
- 1530 - ظهير الدين بابر، مؤسس سلطنة مغول الهند وأول سلاطينها.
- 1869 - جان لويس ماري بوازوي، طبيب وعالم فيزياء وظائف الأعضاء فرنسي.
- 1933 - ماري آن بيفان.
- 1958 - عباس أبو الطوس، شاعر عراقي.
- 1972 - هاري ترومان، رئيس الولايات المتحدة الثالث والثلاثون.
- 1974 - فريد الأطرش، مغني سوري مصري
- 1978 - لؤي كيالي، رسام سوري متأثراً بإصابته بعد شهرين من احتراق مرسمه في ⁧حلب⁩.
- 1978 - مصطفى إسماعيل قارئ بإذاعة القرآن الكريم في مصر
- 1979 - كاظم الهجري، فقيه وشاعر سعودي.
- 1988 - أوتو زدانسكي، عالم نمساوي.
- 2000 - جيسون روباردس، ممثل أمريكي.
- 2003 - يوشيو شيراي، ملاكم ياباني.
- 2006 - جيرالد فورد، رئيس الولايات المتحدة الثامن والثلاثون.
- 2021 -
  - ديزموند توتو، أسقف وناشط حقوقي جنوب أفريقي حاصل على جائزة نوبل للسلام عام 1984.
  - كارولوس بابولياس، رئيس الجمورية اليونانية (2005 - 2015).
- 2022 - منيرة القبيسي، داعية إسلامية سورية.

## أعياد ومناسبات
- يوم الصناديق في المملكة المتحدة ودول الكومنولث.

## وصلات خارجية
- وكالة الأنباء القطريَّة: حدث في مثل هذا اليوم.
- النيويورك تايمز: حدث في مثل هذا اليوم.
- BBC: حدث في مثل هذا اليوم.